# Giuseppe Andaloro
Giuseppe Andaloro (Gangi, 11 maart 1904 – aldaar, 22 september 1968) was een gangster op Sicilië in het koninkrijk Italië.

## Levensloop
Andaloro was een zoon van Cataldo Andaloro en Giuseppa Salvo. Zijn moeder Giuseppa had de bijnaam regina di Gangi of koningin van Gangi omdat zij er een gangsterbende leidde. Tot de ‘bende Andaloro’ behoorde naast Giuseppe Andaloro en zijn moeder ook zijn broers Nicolò e Carmelo. Giuseppe Andaloro was het meest bekend in het dorp voor zijn criminele activiteiten.
Op 7 januari 1926 voerde Cesare Mori, bijgenaamd de IJzeren Prefect, een zware razzia uit in Gangi. Het politieoptreden was gericht tegen de twee bendes in Gangi: de familie Andaloro en de familie Ferrarello, geleid door Gaetano Ferrarello. De actie duurde een paar dagen, met tussenpozen waarin de politietroepen zich schietend terugtrokken. Prefect Mori liet al het vee van Giuseppe Andaloro confisqueren. De politie verkocht het vee onder de inwoners van Gangi. 
Maanden nadat de politietroepen het beleg beëindigd hadden, lukte het de prefect om Giuseppe Andoloro te arresteren: op 4 oktober 1927. De arrestatie van hem en andere bendeleden lukte pas nadat Gaetano Ferrarello van de andere bende zich had aangegeven bij de prefect. De laatste bandiet uit Gangi die gearresteerd werd, was zijn moeder Giuseppa Salvo.
Andaloro overleefde het fascistisch regime en de Tweede Wereldoorlog en stierf in 1968.